# Althing
Das Althing (isländisch Alþingi) ist das Parlament Islands. Es folgt seit 1991 dem Einkammersystem. Das Althing geht bis ins Jahr 930 zurück und ist damit nach dem färöischen Løgting, dessen Ursprünge in das Jahr 900 zurückreichen, das zweitälteste bestehende Parlament der Welt und das älteste eines unabhängigen Staates. Als die älteste durchgehend existierende Volksvertretung gilt hingegen der Tynwald der Isle of Man, dessen erste schriftliche Erwähnung auf das 13. Jahrhundert zurückgeht, der jedoch ein Alter von über 1000 Jahren für sich in Anspruch nimmt.

## Bedeutung des Wortes
Thing ist in allen skandinavischen Sprachen das Wort für „Versammlung“, „Zusammenkunft“ und „Gericht“, auf denen rechtliche und administrative Angelegenheiten verhandelt werden.

## Historisches Althing

### Gründung
Das historische Althing bestand seit der Landnahme 930 in Þingvellir als gesetzgebende Versammlung des isländischen Freistaats.
Island war zu der Zeit in Godentümer eingeteilt, denen jeweils ein Gode (goði), meist ein Mann vornehmer Abstammung, vorstand. Innerhalb dieser Art von Gemeinden wurden auf eigenen Versammlungen Rechtsstreitigkeiten geklärt. Die Godentümer entwickelten sich so weit, dass es nötig schien, sie zu einem Staat zu vereinen und eine landesweit einheitliche Gesetzgebung zu schaffen. Um dies zu erreichen, entsandten die Goden den weisen Ulfjot nach Norwegen, der einige Jahre später zurückkam und auf dessen Initiative schließlich die erste landesweite Versammlung des Althings stattfand und Recht nach norwegischem Vorbild sprach.

### Auswahl des Ortes

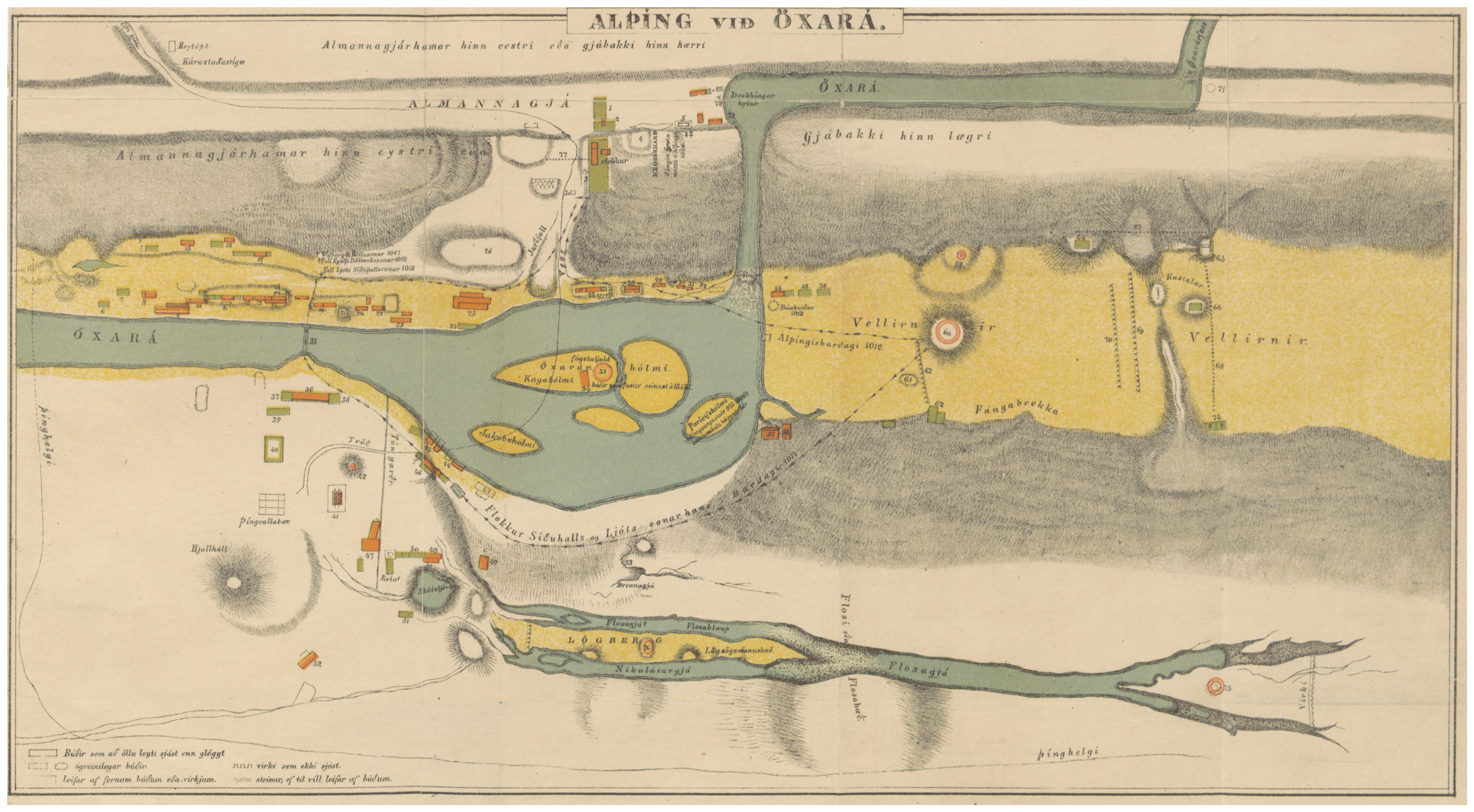
Lageplan des Thingplatzes (Sigurður Guðmundsson, 1878)

Als Ort der Versammlungen wurde Þingvellir gewählt, das 52 km nordöstlich von Reykjavík in der Nähe des größten Binnensees des Landes, des Þingvallavatn liegt und das im Jahre 930 nur aus einem Bauernhof bestand. Der Thingplatz am Fuße der Spalte Almannagjá ist von gewaltigen Lavaflächen umgeben, die nur mit niedrigem Gehölz und Blumen bedeckt sind. Nördlich des Sees liegt der 1060 m hohe Schildvulkan Skjaldbreiður, der vor 8000 Jahren die Lavamengen verströmte. Nach dem Íslendingabók, einer Quelle über die Landnahme- und die Sagazeit, wurde Grímur Geitskór von den ersten Siedlern beauftragt, einen Platz für die Volksversammlung ausfindig zu machen. Er entschied sich für die Ebene nordwestlich des Þingvallavatn. Als Gründe für seine Wahl werden immer wieder angegeben, dass der Platz von allen Siedlungen des Südwestens gleich gut erreichbar war, dass es genügend Weideland für die Pferde und einen Fluss, die Öxará, gab. Dieser wurde später umgeleitet und versorgte die Anwesenden während der Versammlung mit Frischwasser.
Ein weiterer wichtiger Grund war die hervorragende Akustik des Ortes. Im Zentrum lag der „Gesetzesberg“ Lögberg, auf dem der Gesetzessprecher (Lögsögumaður) seinen Platz einnahm. Vom Gesetzesberg war auch das normal gesprochene Wort weithin zu hören.

### Ablauf der Versammlungen
Das Althing fand jedes Jahr an zwei Wochen um die Sommersonnenwende statt. Alle Goden und mit ihnen eine Gefolgschaft aller freien und volljährigen Männer waren Teil der Versammlungen, deren Teilnahme verpflichtend war. Eine Ausnahme war nur für allein wirtschaftende Bauern, Alte und Kranke möglich. Um thingfähig zu sein, musste der isländische Bauer über ein bestimmtes Mindestvermögen verfügen. Die ursprünglichste Aufgabe der Versammlungen war die öffentliche Behandlung von Rechtsstreitigkeiten, die Urteilsfindung und die Verkündung des Urteils, nicht aber dessen Exekution. Die wichtigste Rolle fiel dabei dem Gesetzessprecher zu, der der gesetzgebenden Versammlung (Lögrétta) jedes Jahr die Gesetze vorsprach. Das Althing war vermutlich auch eine Art Volksfest, Familientreffen und Heiratsmarkt, zu dem die Sippen die jungen heiratsfähigen Leute mitnahmen. Die Zelte und Buden standen in der Schlucht Almannagjá. Ein Standplatz ist noch genauer bekannt und gekennzeichnet.

### Übertritt zum Christentum
Im Jahre 1000 nahm das Althing das Christentum an.

### Unter norwegisch-dänischer Herrschaft
Seit Island 1262 unter der Autorität des norwegischen Königs stand, lag die exekutive Macht beim König, und die Godentümer wurden aufgelöst. Das Althing bestand jedoch weiter und teilte sich legislative Funktionen mit der norwegischen Krone. Nachdem Ende des 14. Jahrhunderts Norwegen und Island unter dänische Herrschaft fielen, hatte das Althing nahezu ausschließlich Bedeutung als Gerichtshof. Im Jahr 1800 wurde das Althing aufgelöst und seine Aufgaben auf den neu geschaffenen Obersten Gerichtshof in Reykjavík übertragen.

## Modernes Althing

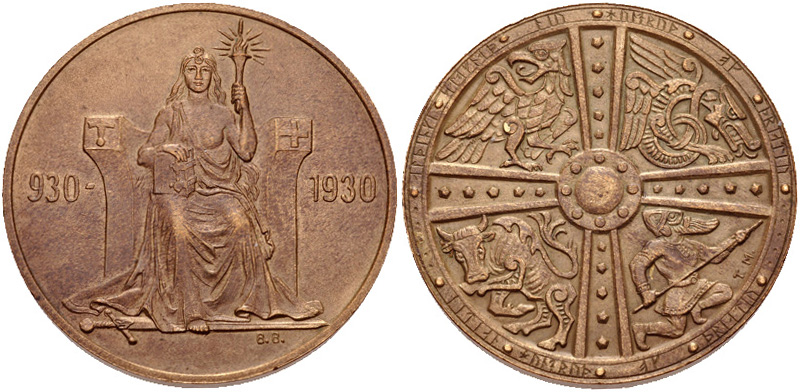
Island, 2 Kronur o. J. (1930) Gedenkmünze auf die Jahrtausendfeier des isländischen Staates, Münzstätte Muldenhütten. Rückseite: DAS ALTHING WURDE 930 GEGRÜNDET

Das Althing wurde 1844 als Parlament für Island wiederhergestellt. 1881 nahm es seinen Sitz im neu errichteten Alþingishús in Reykjavík. Die Struktur des heutigen Althings wurde am 1. Dezember 1918 geschaffen, als Island ein unabhängiges Königreich in Personalunion mit Dänemark wurde. Nachdem Island im Zweiten Weltkrieg 1940 von den Alliierten besetzt worden war, wurde am 17. Juni 1944 die Republik ausgerufen.
1959 wurde das Wahlrecht reformiert (Wahlgesetz vom 14. August 1959). Von 60 Parlamentssitzen wurden 49 in acht Wahlkreisen vergeben, elf Ausgleichsmandate sicherten eine möglichst proportionale Sitzverteilung auf die Parteien. Die Verteilung auf die Parteien erfolgte nach dem D’Hondt-Verfahren; die Zuteilung errungener Ausgleichsmandate an die Kandidaten der Parteiliste erfolgte durch übertragbare Einzelstimmgebung nach Andræ/Hare.
1968 senkte das Parlament das Mindestalter auf 20 Jahre. Eine Verfassungsänderung 1984 erhöhte die Gesamtzahl der Mandate auf 63 und senkte das Wahlalter auf 18 Jahre. Im Mai 1991 erfolgte eine umfangreiche Parlamentsreform: Das Zweikammersystem wurde abgeschafft und durch ein Einkammersystem ersetzt.
1999 wurde die Zahl der Wahlkreise (kjördæmi) ab 2003 auf sechs reduziert. Ihr geografischer Zuschnitt erfordert nun ein Parlamentsgesetz.
Präsident des Althings ist, nachdem seine Vorgängerin Unnur Brá Konráðsdóttir von der Unabhängigkeitspartei bei der Parlamentswahl vom 28. Oktober 2017 ihren Sitz verloren hat, wieder Steingrímur J. Sigfússon von der Links-Grünen Bewegung, der dieses Amt bereits von 2016 bis Anfang 2017 innehatte. Zurzeit existieren acht ständige Ausschüsse.

### Wahlsystem seit 2003

Wahlkreise Islands

Von 63 Mitgliedern des Althing werden 54 in sechs Mehrpersonenwahlkreisen gewählt. Jeder Wähler hat eine Stimme, die er für eine Parteiliste abgeben kann. Zusätzlich kann er beliebig Kandidaten der Liste streichen oder deren Reihenfolge verändern. Pro Wahlkreis werden sieben bis elf Abgeordnete gewählt. Die Sitze werden nach dem D’Hondt-Verfahren verteilt. Je nach Wahlkreis entsteht dadurch eine faktische Sperrklausel von 8 bis 12 %. Weitere neun Mandate werden landesweit vergeben, damit die Abgeordnetenzahl pro Partei in etwa proportional zur landesweiten Stimmenzahl der Partei ist. Für diese sogenannten Kompensationssitze werden nur Parteien berücksichtigt, die landesweit mindestens 5 % der Stimmen erreicht haben.
Die folgende Tabelle zeigt die Sitze pro Wahlkreis bei den Wahlen seit 2003:
| Wahlkreis                                   | 2003 | 2003 | 2003 | 2007 | 2007 | 2007 | 2009 | 2009 | 2009 | 2013 | 2013 | 2013 | 2016 | 2016 | 2016 | 2017 | 2017 | 2017 |
| Wahlkreis                                   | W    | K    | S    | W    | K    | S    | W    | K    | S    | W    | K    | S    | W    | K    | S    | W    | K    | S    |
| ------------------------------------------- | ---- | ---- | ---- | ---- | ---- | ---- | ---- | ---- | ---- | ---- | ---- | ---- | ---- | ---- | ---- | ---- | ---- | ---- |
| Reykjavíkurkjördæmi norður (Reykjavík Nord) | 9    | 2    | 11   | 9    | 2    | 11   | 9    | 2    | 11   | 9    | 2    | 11   | 9    | 2    | 11   | 9    | 2    | 11   |
| Reykjavíkurkjördæmi suður (Reykjavík Süd)   | 9    | 2    | 11   | 9    | 2    | 11   | 9    | 2    | 11   | 9    | 2    | 11   | 9    | 2    | 11   | 9    | 2    | 11   |
| Suðvesturkjördæmi (Süd-West)                | 9    | 2    | 11   | 10   | 2    | 12   | 10   | 2    | 12   | 11   | 2    | 13   | 11   | 2    | 13   | 11   | 2    | 13   |
| Norðvesturkjördæmi (Nord-West)              | 9    | 1    | 10   | 8    | 1    | 9    | 8    | 1    | 9    | 7    | 1    | 8    | 7    | 1    | 8    | 7    | 1    | 8    |
| Norðausturkjördæmi (Nord-Ost)               | 9    | 1    | 10   | 9    | 1    | 10   | 9    | 1    | 10   | 9    | 1    | 10   | 9    | 1    | 10   | 9    | 1    | 10   |
| Suðurkjördæmi (Süd)                         | 9    | 1    | 10   | 9    | 1    | 10   | 9    | 1    | 10   | 9    | 1    | 10   | 9    | 1    | 10   | 9    | 1    | 10   |
| Gesamt                                      | 54   | 9    | 63   | 54   | 9    | 63   | 54   | 9    | 63   | 54   | 9    | 63   | 54   | 9    | 63   | 54   | 9    | 63   |

## Zusammensetzung
Die Sitzverteilung direkt nach der Parlamentswahl vom 30. November 2024 sah folgendermaßen aus:
| Partei | Partei                                              | Ausrichtung         | Vorsitzender                   | Sitze |
| ------ | --------------------------------------------------- | ------------------- | ------------------------------ | ----- |
|        | Samfylkingin (S) Allianz                            | sozialdemokratisch  | Kristrún Frostadóttir          | 15    |
|        | Sjálfstæðisflokkurinn (D) Unabhängigkeitspartei     | liberal-konservativ | Bjarni Benediktsson            | 14    |
|        | Viðreisn (C) Reform, Umbau                          | liberal             | Þorgerður Katrín Gunnarsdóttir | 11    |
|        | Flokkur fólksins (F) Volkspartei / Partei der Leute | populistisch        | Inga Sæland                    | 10    |
|        | Miðflokkurin (M) Zentrumspartei                     | liberal, agrarisch  | Sigmundur Davíð Gunnlaugsson   | 8     |
|        | Framsóknarflokkurinn (B) Fortschrittspartei         | liberal, agrarisch  | Sigurður Ingi Jóhannsson       | 5     |
| Gesamt | Gesamt                                              | Gesamt              | Gesamt                         | 63    |

Die sozialdemokratische Allianz unter Kristrún Frostadóttir konnte erstmals seit der Parlamentswahl in Island 2009 wieder stärkste Kraft werden. Die Unabhängigkeitspartei von Premierminister Bjarni Benediktsson wurde, ebenfalls erstmals seit 2009, zweitstärkste Kraft, knapp hinter der Allianz. Nicht erneut in das Althing einziehen konnten die Piratenpartei sowie die Links-Grüne Bewegung unter Svandís Svavarsdóttir. Letztere stellte mit Katrín Jakobsdóttir noch bis April 2024 die Premierministerin Islands.

## Parlamentswahlen
Die Mitglieder des Parlaments werden regulär für vier Jahre auf Basis des Verhältniswahlrechts gewählt. Jeder Wahlbezirk entsendet dabei eine festgelegte Anzahl von Abgeordneten (insgesamt 54), die restlichen 9 Ausgleichssitze werden nach dem landesweiten Stimmenanteil der Parteien vergeben. Durch die Festlegung der Sitzanzahl jedes einzelnen Wahlbezirks, die die Bevölkerungssituation mindestens vier bis fünf Jahre vor der zu betrachtenden Wahl widerspiegelt, kommt es zu einem starken Ungleichgewicht des Stimmgewichts. So haben Politologen berechnet, dass vor der 2002 vollzogenen Wahlbezirksreform ein Bewohner des damals am schwächsten bevölkerten Bezirks Westfjorde (heute ist Norðurland vestra am dünnsten besiedelt) ein bis zu zehnfach höheres Stimmgewicht als ein Bewohner von Reykjavík hatte. Diese Ungleichheit wurde durch die Reformen nur teilweise abgemildert. Die Mandate werden nach dem D’Hondt-Verfahren vergeben.

### Wahlen in den 1990er Jahren
In den landesweiten Kommunalwahlen 1994 hatten die regierenden Koalitionsparteien, die konservative Unabhängigkeitspartei und die Sozialdemokratische Partei, die Unterstützung im gesamten Land verloren. Auch in der Hauptstadt Reykjavík verlor die Unabhängigkeitspartei nach mehr als einem halben Jahrhundert die Mehrheit.
Bei den folgenden Parlamentswahlen 1995 verloren die Unabhängigkeitspartei und die Sozialdemokratische Partei vier Sitze. Sie hätten immer noch eine knappe Mehrheit im 63-köpfigen Althing gehabt. Jedoch erwählte der Premierminister und Parteivorsitzende der Unabhängigkeitspartei, Davíð Oddsson, die wiederauflebende Fortschrittspartei zum Partner, um eine stärkere und stabilere Mehrheit mit 40 Sitzen zu erlangen. Neben der geteilten Meinung innerhalb der Sozialdemokratischen Partei über Ökonomie und Islands mögliche Rolle innerhalb der Europäischen Union schadete sich die Partei auch dadurch, dass sie die einzige Partei war, die einen Antrag Islands auf eine EU-Mitgliedschaft unterstützte.

### Wahlen ab 2003
Die Parlamentswahl 2003 brachte Verluste für die führenden Koalitionsparteien, die Unabhängigkeitspartei und die Fortschrittspartei, die aber die gemeinsame Regierung dennoch fortsetzen konnten.
Bei der Parlamentswahl im Jahre 2007 gewann wie auch schon in den vorigen Wahlen die Unabhängigkeitspartei die Mehrheit und bildete mit der Allianz (Island) eine Große Koalition unter Ministerpräsident Geir Haarde.
Am 25. April 2009 fand nach dem Bruch der Großen Koalition im Januar 2009 eine vorgezogene Parlamentswahl statt. In dieser errangen Sozialdemokraten und Linksgrüne die Mehrheit und bildeten eine gemeinsame Regierung unter Jóhanna Sigurðardóttir.
Die regierenden Parteien verloren in den Wahlen vom 27. April 2013 drastisch an Zustimmung und so regierte seitdem wieder eine Koalition aus Unabhängigkeits- und Fortschrittspartei, zunächst unter Premierminister Sigmundur Davíð Gunnlaugsson (Fortschrittspartei) und seit dessen Rücktritt im April 2016 unter Sigurður Ingi Jóhannsson (ebenfalls Fortschrittspartei). Diese Koalition verlor bei der vorgezogenen Neuwahl vom 29. Oktober 2016 ihre Mehrheit. Aufgrund der zersplitterten Parteienlandschaft mit nun sieben im Althing vertretenen Parteien erwies sich eine Regierungsbildung als schwierig; erst seit 11. Januar 2017 war eine Regierung aus Unabhängigkeitspartei, Viðreisn (Reformpartei) und Björt framtíð (Helle Zukunft) im Amt, das Kabinett Bjarni Benediktsson.  Regierungschef war Bjarni Benediktsson von der Unabhängigkeitspartei. Diese Koalition brach bereits im September nach einem politischen Skandal und dem Austritt von Björt framtíð wieder auseinander. Am 28. Oktober 2017 fanden daher erneut vorgezogene Neuwahlen statt.